# Stictographaceae
Famille
Les Stictographaceae sont une famille de champignons ascomycètes lichénicoles de l'ordre des Asterinales.

## Description
Ce sont des lichénicoles parasitant le thalle du lichen. Les ascocarpes sont solitaires, dispersés à groupés, superficiels, cymbiformes à lirelliformes, ou arrondis, le disque fendu, noir à brun foncé, avec une ostiole centrale s'ouvrant par une fente ou une fissure étoilée. Le péridium est épais, à couches externes composées de cellules noires à brun foncé à parois épaisses de textura angularis ; les couches internes sont composées de cellules brun clair à hyalines de textura angularis. Le hamathécium est composé de pseudoparaphyses denses, hyalines, filamenteuses, septées, non ramifiées ou parfois ramifiées dans la partie supérieure autour des asques. Les asques ont huit spores, bituniqués, clavés larges à subglobuleux, avec une chambre oculaire, apicalement arrondis et pédicellés courts. Les ascospores sont deux fois sériées à irrégulièrement disposées, hyalines, devenant marron clair à marron foncé, ellipsoïdes, une fois septées, avec une cellule supérieure légèrement plus grande, avec une cellule inférieure légèrement plus étroite, à paroi lisse. La morphologie asexuée est indéterminée.

## Taxinomie
Le nom correct complet (avec auteur) de ce taxon est Stictographaceae D.Q. Dai & K.D. Hyde, 2018. Stictographa W. Mudd, 1861 est le genre type.

### Liste des genres
Selon l'IRMNG (1 mars 2025) :
- Buelliella B. Fink, 1935
- Karschia Körber, 1865
- Labrocarpon J. Etayo & S. Pérez-Ortega, 2010
- Melaspileopsis (J. Müller Arg.) D. Ertz & P. Diederich, 2015
- Stictographa W. Mudd, 1861

### Publication originale
- (en) DONG-QIN DAI, LI-ZHOU TANG, CHAO LIU, HAI-BO WANG et KEVIN D. HYDE, « Studies on Parmulariaceae I. A phylogeny based on available sequence data; introducing Parmulariales ord. nov., and Hemigraphaceae, Melaspileellaceae and Stictographaceae fam. nov. », Phytotaxa, Magnolia Press (d), vol. 369, no 2,‎ 13 septembre 2018, p. 70 (ISSN 1179-3155 et 1179-3163, OCLC 465307755, DOI 10.11646/PHYTOTAXA.369.2.1).